# John Reilly (1936)
John Henry Matthew Reilly (Chicago, 11 novembre 1934 – 9 gennaio 2021) è stato un attore statunitense, che fu attivo principalmente in campo televisivo.

## Biografia
Complessivamente partecipò - a partire dalla seconda metà degli anni sessanta - a circa una novantina  di differenti produzioni, tra cinema e - soprattutto - televisione; tra i suoi ruoli principali, figurano 	quello del Dott. Danny Stewart nella soap opera Così gira il mondo (1974-1976), quello di Sean Donely nella soap opera General Hospital (1984-1994) e quello di Alistair Crane nella soap opera Passions (2005); apparve inoltre come guest-star in varie serie televisive quali Alla conquista del West, Il mio amico Ricky, Quincy, ecc.

### Vita privata
Si sposò nel 1955 e in seguito divorziò. Era padre di tre bambini.

## Filmografia parziale

### Cinema
- Il temerario (1975)
- Ma che sei tutta matta? (1979)
- L'affare del secolo (1983)
- Prigione modello (1985)
- Un tocco di velluto (1986)
- Fallout (1999)

### Televisione
- Death Valley Days - serie TV, 1 episodio (1965)
- A Man Called Shenandoah – serie TV, episodio 1x20 (1966)
- Sulle strade della California (Police Story) - serie TV, 1 episodio (1967)
- Gunsmoke - serie TV, 2 episodi (1974)
- Così gira il mondo (As the World Turns) - soap opera (1974-1976)
- Kojak - serie TV, 1 episodio (1976)
- Lou Grant - serie TV, 1 episodio (1977)
- La donna bionica (The Bionic Woman) - serie TV, 2 episodi (1977-1978)
- Phyllis - serie TV, 1 episodio (1997)
- Barnaby Jones - serie TV, 1 episodio (1978)
- Hawaii Squadra Cinque Zero (Hawaii Five-O) - serie TV, 1 episodio (1978)
- Alla conquista del West (How the West Was Won) - serie TV, 4 episodi (1978)
- Un uomo chiamato Sloane (A Man Called Sloane) - serie TV, 1 episodio (1979)
- Love Boat (The Love Boat) - serie TV, 1 episodio (1980)
- L'incredibile Hulk (The Incredible Hulk) – serie TV, episodio 3x12 (1980)
- Boomer cane intelligente (Here's Boomer) - serie TV, 2 episodi (1980-1982)
- Cuore e batticuore (Hart to Hart) - serie TV, 2 episodi (1981-1982)
- Nero Wolfe - serie TV, 1 episodio (1981)
- Quincy (Quincy, M.E.) - serie TV, 2 episodi (1981)
- Il principe delle stelle (The Powers of Matthew Star) - serie TV, 1 episodio (1982)
- Il mio amico Ricky (Silver Spoons) - serie TV, 2 episodi (1982-1983)
- Uncommon Valor - film TV (1983)
- Mai dire sì (Remington Steele) - serie TV, 1 episodio (1983)
- Dallas - serie TV, 6 episodi (1983)
- I predatori dell'idolo d'oro (Tales of the Gold Monkey) - serie TV, 1 episodio (1983)
- Tre cuori in affitto (Three's Company) - serie TV, 1 episodio (1983)
- Mike Hammer investigatore privato (Mike Hammer) - serie TV, 1 episodio (1984)
- Simon & Simon - serie TV, 1 episodio (1984)
- I ragazzi del computer (Whiz Kids) - serie TV, 1 episodio (1984)
- Cover Up - serie TV, 1 episodio (1984)
- Dynasty - soap opera (1984)
- Il profumo del successo (Paper Dolls) - serie TV, 6 episodi (1984)
- General Hospital - serie TV, 576 puntate (1984-2013)
- Iron Man - serie TV, 20 episodi (1994-1996)
- Detective in corsia (Diagnosis: Murder) - serie TV, 1 episodio (1996)
- Beverly Hills 90210 - serie TV, 6 episodi (1996-1997)
- Il tempo della nostra vita (Days of Our Lives) - soap opera, 1 episodio (1997)
- Mortal Kombat: Conquest - serie TV, 3 episodi (1998)
- Sunset Beach - serie TV, 18 episodi (1997-1998)
- Arli$$ - serie TV, 6 episodi (1998-2002)
- Melrose Place - serie TV, 1 episodio (1998)
- Passions - soap opera, 40 episodi (2005-2008)
- The Bay - miniserie TV (2012)

## Premi e riconoscimenti
- 1986: Nomination al Soap Opera Digest Award per il ruolo di Sean Donely in General Hospital[5]

## Doppiatori italiani
- Mauro Bosco in General Hospital[6]